# Syrphophagus rossittenicus
Syrphophagus rossittenicus är en stekelart som beskrevs av Trjapitzin och Manukyan 1993. Syrphophagus rossittenicus ingår i släktet Syrphophagus och familjen sköldlussteklar. Inga underarter finns listade i Catalogue of Life.